# Bitwa pod Aylesford
Bitwa pod Aylesford – bitwa stoczona w 455 roku między Anglosasami a Brytami w pobliżu Aylesford w hrabstwie Kent.
Kronika anglosaska, którą zaczęto spisywać w IX wieku, pisze o bitwie:

Tego roku w miejscu, które nazywa się Aylesford, Hengest i jego brat Horsa walczyli z królem Vortigernem. Horsa został zabity, a potem Hengest i jego syn Oisc zostali królami Kentu.